# Mistrzynie US Open w grze pojedynczej
Lista meczów finałowych US Open w grze pojedynczej kobiet.

## Mecze finałowe (1887–2024)
| Rok  | Mistrzyni                | Wicemistrzyni               | Wynik                   |
| 2024 | Aryna Sabalenka          | Jessica Pegula              | 7:5, 7:5                |
| 2023 | Coco Gauff               | Aryna Sabalenka             | 2:6, 6:3, 6:2           |
| 2022 | Iga Świątek              | Ons Jabeur                  | 6:2, 7:6(5)             |
| 2021 | Emma Raducanu            | Leylah Fernandez            | 6:4, 6:3                |
| 2020 | Naomi Ōsaka              | Wiktoryja Azaranka          | 1:6, 6:3, 6:3           |
| 2019 | Bianca Andreescu         | Serena Williams             | 6:3, 7:5                |
| 2018 | Naomi Ōsaka              | Serena Williams             | 6:2, 6:4                |
| 2017 | Sloane Stephens          | Madison Keys                | 6:3, 6:0                |
| 2016 | Angelique Kerber         | Karolína Plíšková           | 6:3, 4:6, 6:4           |
| 2015 | Flavia Pennetta          | Roberta Vinci               | 7:6(4), 6:2             |
| 2014 | Serena Williams          | Caroline Wozniacki          | 6:3, 6:3                |
| 2013 | Serena Williams          | Wiktoryja Azaranka          | 7:5, 6:7(6), 6:1        |
| 2012 | Serena Williams          | Wiktoryja Azaranka          | 6:2, 2:6, 7:5           |
| 2011 | Samantha Stosur          | Serena Williams             | 6:2, 6:3                |
| 2010 | Kim Clijsters            | Wiera Zwonariowa            | 6:2, 6:1                |
| 2009 | Kim Clijsters            | Caroline Wozniacki          | 7:5, 6:3                |
| 2008 | Serena Williams          | Jelena Janković             | 6:4, 7:5                |
| 2007 | Justine Henin            | Swietłana Kuzniecowa        | 6:1, 6:3                |
| 2006 | Marija Szarapowa         | Justine Henin-Hardenne      | 6:4, 6:4                |
| 2005 | Kim Clijsters            | Mary Pierce                 | 6:3, 6:1                |
| 2004 | Swietłana Kuzniecowa     | Jelena Diemientjewa         | 6:3, 7:5                |
| 2003 | Justine Henin-Hardenne   | Kim Clijsters               | 7:5, 6:1                |
| 2002 | Serena Williams          | Venus Williams              | 6:4, 6:3                |
| 2001 | Venus Williams           | Serena Williams             | 6:2, 6:4                |
| 2000 | Venus Williams           | Lindsay Davenport           | 6:4, 7:5                |
| 1999 | Serena Williams          | Martina Hingis              | 6:3, 7:6(4)             |
| 1998 | Lindsay Davenport        | Martina Hingis              | 6:3, 7:5                |
| 1997 | Martina Hingis           | Venus Williams              | 6:0, 6:4                |
| 1996 | Steffi Graf              | Monica Seles                | 7:5, 6:4                |
| 1995 | Steffi Graf              | Monica Seles                | 7:6(6), 0:6, 6:3        |
| 1994 | Arantxa Sánchez Vicario  | Steffi Graf                 | 1:6, 7:6(3), 6:4        |
| 1993 | Steffi Graf              | Helena Suková               | 6:3, 6:3                |
| 1992 | Monica Seles             | Arantxa Sánchez Vicario     | 6:3, 6:3                |
| 1991 | Monica Seles             | Martina Navrátilová         | 7:6(1), 6:1             |
| 1990 | Gabriela Sabatini        | Steffi Graf                 | 6:2, 7:6(4)             |
| 1989 | Steffi Graf              | Martina Navrátilová         | 3:6, 7:5, 6:1           |
| 1988 | Steffi Graf              | Gabriela Sabatini           | 6:3, 3:6, 6:1           |
| 1987 | Martina Navrátilová      | Steffi Graf                 | 7:6(4), 6:1             |
| 1986 | Martina Navrátilová      | Helena Suková               | 6:3, 6:2                |
| 1985 | Hana Mandlíková          | Martina Navrátilová         | 7:6(3), 1:6, 7:6(2)     |
| 1984 | Martina Navrátilová      | Chris Evert Lloyd           | 4:6, 6:4, 6:4           |
| 1983 | Martina Navrátilová      | Chris Evert Lloyd           | 6:1, 6:3                |
| 1982 | Chris Evert Lloyd        | Hana Mandlíková             | 6:3, 6:1                |
| 1981 | Tracy Austin             | Martina Navrátilová         | 1:6, 7:6(4), 7:6(1)     |
| 1980 | Chris Evert Lloyd        | Hana Mandlíková             | 5:7, 6:1, 6:1           |
| 1979 | Tracy Austin             | Chris Evert Lloyd           | 6:4, 6:3                |
| 1978 | Chris Evert              | Pam Shriver                 | 7:5, 6:4                |
| 1977 | Chris Evert              | Wendy Turnbull              | 7:6(3), 6:2             |
| 1976 | Chris Evert              | Evonne Goolagong            | 6:3, 6:0                |
| 1975 | Chris Evert              | Evonne Goolagong            | 5:7, 6:4, 6:2           |
| 1974 | Billie Jean King         | Evonne Goolagong            | 3:6, 6:3, 7:5           |
| 1973 | Margaret Smith Court     | Evonne Goolagong            | 7:6(2), 5:7, 6:2        |
| 1972 | Billie Jean King         | Kerry Melville              | 6:3, 7:5                |
| 1971 | Billie Jean King         | Rosie Casals                | 6:4, 7:6(2)             |
| 1970 | Margaret Smith Court     | Rosie Casals                | 6:2, 2:6, 6:1           |
| 1969 | Margaret Smith Court     | Nancy Richey                | 6:2, 6:2                |
| 1968 | Virginia Wade            | Billie Jean King            | 6:4, 6:2                |
| 1967 | Billie Jean King         | Ann Haydon-Jones            | 11:9, 6:4               |
| 1966 | Maria Bueno              | Nancy Richey                | 6:3, 6:1                |
| 1965 | Margaret Smith           | Billie Jean Moffitt         | 8:6, 7:5                |
| 1964 | Maria Bueno              | Carole Cladwell Graebner    | 6:1, 6:0                |
| 1963 | Maria Bueno              | Margaret Smith              | 7:5, 6:4                |
| 1962 | Margaret Smith           | Darlene Hard                | 9:7, 6:4                |
| 1961 | Darlene Hard             | Ann Haydon-Jones            | 6:3, 6:4                |
| 1960 | Darlene Hard             | Maria Bueno                 | 6:4, 10:12, 6:4         |
| 1959 | Maria Bueno              | Christine Truman            | 6:1, 6:4                |
| 1958 | Althea Gibson            | Darlene Hard                | 3:6, 6:1, 6:2           |
| 1957 | Althea Gibson            | Louise Brough               | 6:3, 6:2                |
| 1956 | Shirley Fry              | Althea Gibson               | 6:3, 6:4                |
| 1955 | Doris Hart               | Patricia Ward               | 6:4, 6:2                |
| 1954 | Doris Hart               | Louise Brough               | 6:8, 6:1, 8:6           |
| 1953 | Maureen Connolly         | Doris Hart                  | 6:2, 6:4                |
| 1952 | Maureen Connolly         | Doris Hart                  | 6:3, 7:5                |
| 1951 | Maureen Connolly         | Shirley Fry                 | 6:3, 1:6, 6:4           |
| 1950 | Margaret Osborne DuPont  | Doris Hart                  | 6:4, 6:3                |
| 1949 | Margaret Osborne DuPont  | Doris Hart                  | 6:3, 6:1                |
| 1948 | Margaret Osborne DuPont  | Louise Brough               | 4:6, 6:4, 15:13         |
| 1947 | Louise Brough            | Margaret Osborne            | 8:6, 4:6, 6:1           |
| 1946 | Pauline Betz             | Patricia Canning            | 11:9, 6:3               |
| 1945 | Sarah Palfrey Cooke      | Pauline Betz                | 3:6, 8:6, 6:4           |
| 1944 | Pauline Betz             | Margaret Osborne            | 6:3, 8:6                |
| 1943 | Pauline Betz             | Louise Brough               | 6:3, 5:7, 6:3           |
| 1942 | Pauline Betz             | Louise Brough               | 4:6, 6:1, 6:4           |
| 1941 | Sarah Palfrey Cooke      | Pauline Betz                | 7:5, 6:2                |
| 1940 | Alice Marble             | Helen Hull Jacobs           | 6:2, 6:3                |
| 1939 | Alice Marble             | Helen Hull Jacobs           | 6:0, 8:10, 6:4          |
| 1938 | Alice Marble             | Nancye Wynne Bolton         | 6:0, 6:3                |
| 1937 | Anita Lizana             | Jadwiga Jędrzejowska        | 6:4, 6:2                |
| 1936 | Alice Marble             | Helen Hull Jacobs           | 4:6, 6:3, 6:2           |
| 1935 | Helen Hull Jacobs        | Sarah H. Palfrey Fabyan     | 6:2, 6:4                |
| 1934 | Helen Hull Jacobs        | Sarah H. Palfrey            | 6:1, 6:4                |
| 1933 | Helen Hull Jacobs        | Helen Wills Moody           | 8:6, 3:6, 3:0 krecz     |
| 1932 | Helen Hull Jacobs        | Carolin Babcock             | 6:2, 6:2                |
| 1931 | Helen Wills Moody        | Eileen Bennett Whitingstall | 6:4, 6:1                |
| 1930 | Betty Nuthall            | Anna McCune Harper          | 6:1, 6:4                |
| 1929 | Helen Wills              | Phoebe Halcroft Watson      | 6:4, 6:2                |
| 1928 | Helen Wills              | Helen Jacobs                | 6:2, 6:1                |
| 1927 | Helen Wills              | Betty Nuthall               | 6:1, 6:4                |
| 1926 | Molla Bjurstedt Mallory  | Elizabeth Ryan              | 4:6, 6:4, 9:7           |
| 1925 | Helen Wills              | Kathleen McKane             | 3:6, 6:0, 6:2           |
| 1924 | Helen Wills              | Molla Bjurstedt Mallory     | 6:1, 6:3                |
| 1923 | Helen Wills              | Molla Bjurstedt Mallory     | 6:2, 6:1                |
| 1922 | Molla Bjurstedt Mallory  | Helen Wills                 | 6:3, 6:1                |
| 1921 | Molla Bjurstedt Mallory  | Mary Browne                 | 4:6, 6:4, 6:2           |
| 1920 | Molla Bjurstedt Mallory  | Marion Zinderstein          | 6:3, 6:1                |
| 1919 | Hazel Hotchkiss Wightman | Marion Zinderstein          | 6:1, 6:2                |
| 1918 | Molla Bjurstedt          | Eleanor E. Goss             | 6:4, 6:3                |
| 1917 | Molla Bjurstedt          | Marion Vanderhoef           | 4:6, 6:0, 6:2           |
| 1916 | Molla Bjurstedt          | Louise Hammond Raymond      | 6:0, 6:1                |
| 1915 | Molla Bjurstedt          | Hazel Hotchkiss Wightman    | 4:6, 6:2, 6:0           |
| 1914 | Mary Browne              | Marie Wagner                | 6:2, 1:6, 6:1           |
| 1913 | Mary Browne              | Dorothy Green               | 6:2, 7:5                |
| 1912 | Mary Browne              | Eleonora Sears              | 6:4, 6:2                |
| 1911 | Hazel Hotchkiss Wightman | Florence Sutton             | 8:10, 6:1, 9:7          |
| 1910 | Hazel Hotchkiss Wightman | Louise Hammond              | 6:4, 6:2                |
| 1909 | Hazel Hotchkiss Wightman | Maud Barger-Wallach         | 6:0, 6:1                |
| 1908 | Maud Barger-Wallach      | Evelyn Sears                | 6:3, 1:6, 6:3           |
| 1907 | Evelyn Sears             | Carrie Neely                | 6:3, 6:2                |
| 1906 | Helen Homans             | Maud Barger-Wallach         | 6:4, 6:3                |
| 1905 | Elisabeth Moore          | Helen Homans                | 6:4, 5:7, 6:1           |
| 1904 | May Sutton               | Elisabeth Moore             | 6:1, 6:2                |
| 1903 | Elisabeth Moore          | Marion Jones                | 7:5, 8:6                |
| 1902 | Marion Jones             | Elisabeth Moore             | 6:1, 1:0 krecz          |
| 1901 | Elisabeth Moore          | Myrtle McAteer              | 6:4, 3:6, 7:5, 2:6, 6:2 |
| 1900 | Myrtle McAteer           | Edith Parker                | 6:2, 6:2, 6:0           |
| 1899 | Marion Jones             | Maud Banks                  | 6:1, 6:1, 7:5           |
| 1898 | Juliette Atkinson        | Marion Jones                | 6:3, 5:7, 6:4, 2:6, 7:5 |
| 1897 | Juliette Atkinson        | Elisabeth Moore             | 6:3, 6:3, 4:6, 3:6, 6:3 |
| 1896 | Elisabeth Moore          | Juliette Atkinson           | 6:4, 4:6, 6:2, 6:2      |
| 1895 | Juliette Atkinson        | Helen Hellwig               | 6:4, 6:2, 6:1           |
| 1894 | Helen Hellwig            | Aline Terry                 | 7:5, 3:6, 6:0, 3:6, 6:3 |
| 1893 | Aline Terry              | Augusta Schultz             | 6:1, 6:3                |
| 1892 | Mabel Cahill             | Elisabeth Moore             | 5:7, 6:3, 6:4, 4:6, 6:2 |
| 1891 | Mabel Cahill             | Ellen Roosevelt             | 6:4, 6:1, 4:6, 6:3      |
| 1890 | Ellen Roosevelt          | Bertha Townsend             | 6:2, 6:2                |
| 1889 | Bertha Townsend          | Lida Voorhees               | 7:5, 6:2                |
| 1888 | Bertha Townsend          | Ellen Hansell               | 6:3, 6:5                |
| 1887 | Ellen Hansell            | Laura Knight                | 6:1, 6:0                |

Do 1911 roku mistrzyni automatycznie kwalifikowała się do finału w kolejnym roku.

## Najwięcej zdobytych tytułów

### Według tenisistek
| Lp. | Tenisistka                | Tytuły | Lata wygrywania                                |
| 1   | / Molla Bjurstedt Mallory | 8      | 1915, 1916, 1917, 1918, 1920, 1921, 1922, 1926 |
| 2   | Helen Wills Moody         | 7      | 1923, 1924, 1925, 1927, 1928, 1929, 1931       |
| 3   | Chris Evert Lloyd         | 6      | 1975, 1976, 1977, 1978, 1980, 1982             |
| 3   | Serena Williams           | 6      | 1999, 2002, 2008, 2012, 2013, 2014             |
| 5   | Margaret Smith Court      | 5      | 1962, 1965, 1969, 1970, 1973                   |
| 5   | Steffi Graf               | 5      | 1988, 1989, 1993, 1995, 1996                   |
| 7   | Elisabeth Moore           | 4      | 1896, 1901, 1903, 1905                         |
| 7   | Hazel Hotchkiss Wightman  | 4      | 1909, 1910, 1911, 1919                         |
| 7   | Helen Jacobs              | 4      | 1932, 1933, 1934, 1935                         |
| 7   | Alice Marble              | 4      | 1936, 1938, 1939, 1940                         |
| 7   | Pauline Betz Addie        | 4      | 1942, 1943, 1944, 1946                         |
| 7   | Maria Bueno               | 4      | 1959, 1963, 1964, 1966                         |
| 7   | Billie Jean King          | 4      | 1967, 1971, 1972, 1974                         |
| 7   | Martina Navrátilová       | 4      | 1983, 1984, 1986, 1987                         |
| 15  | Juliette Atkinson         | 3      | 1895, 1897, 1898                               |
| 15  | Mary Browne               | 3      | 1912, 1913, 1914                               |
| 15  | Margaret Osborne DuPont   | 3      | 1948, 1949, 1950                               |
| 15  | Maureen Connolly          | 3      | 1951, 1952, 1953                               |
| 19  | Bertha Townsend           | 2      | 1888, 1889                                     |
| 19  | Mabel Cahill              | 2      | 1891, 1892                                     |
| 19  | Marion Jones              | 2      | 1899, 1902                                     |
| 19  | Sarah Palfrey Cooke       | 2      | 1941, 1945                                     |
| 19  | Doris Hart                | 2      | 1954, 1955                                     |
| 19  | Althea Gibson             | 2      | 1957, 1958                                     |
| 19  | Darlene Hard              | 2      | 1960, 1961                                     |
| 19  | Tracy Austin              | 2      | 1979, 1981                                     |
| 19  | / Monica Seles            | 2      | 1991, 1992                                     |
| 19  | Venus Williams            | 2      | 2000, 2001                                     |
| 19  | Justine Henin             | 2      | 2003, 2007                                     |
| 19  | Kim Clijsters             | 2      | 2005, 2009                                     |
| 19  | Naomi Ōsaka               | 2      | 2018, 2020                                     |

Ogółem: 31 tenisistek z 9 państw z więcej niż jednym zwycięstwem.

### Według państw
| Lp. | Państwo                 | Tytuły | Pierwszy tytuł                | Ostatni tytuł          |
| 1   | Stany Zjednoczone       | 93     | Ellen Hansell, 1887           | Coco Gauff, 2023       |
| 2   | Australia               | 6      | Margaret Smith, 1962          | Samantha Stosur, 2011  |
| 2   | Niemcy                  | 6      | Steffi Graf, 1988             | Angelique Kerber, 2016 |
| 4   | Belgia                  | 5      | Justine Henin-Hardenne, 2003  | Kim Clijsters, 2010    |
| 4   | Wielka Brytania         | 5      | Mabel Cahill, 1891            | Emma Raducanu, 2021    |
| 6   | Brazylia                | 4      | Maria Bueno, 1959             | Maria Bueno, 1966      |
| 6   | Norwegia                | 4      | Molla Mallory, 1915           | Molla Mallory, 1918    |
| 8   | Japonia                 | 2      | Naomi Ōsaka, 2018             | Naomi Ōsaka, 2020      |
| 8   | Jugosławia · Jugosławia | 2      | Monica Seles, 1991            | Monica Seles, 1992     |
| 8   | Rosja                   | 2      | Swietłana Kuzniecowa, 2004    | Marija Szarapowa, 2006 |
| 11  | Argentyna               | 1      | Gabriela Sabatini, 1990       | –                      |
| 11  | Chile                   | 1      | Anita Lizana, 1937            | –                      |
| 11  | Czechosłowacja          | 1      | Hana Mandlíková, 1985         | –                      |
| 11  | Hiszpania               | 1      | Arantxa Sánchez Vicario, 1994 | –                      |
| 11  | Kanada                  | 1      | Bianca Andreescu, 2019        | –                      |
| 11  | Polska                  | 1      | Iga Świątek, 2022             | –                      |
| 11  | Szwajcaria              | 1      | Martina Hingis, 1997          | –                      |
| 11  | Włochy                  | 1      | Flavia Pennetta, 2015         | –                      |

Ogółem: tytuły zdobywały tenisistki z 18 państw.

## Najwięcej zdobytych tytułów z rzędu
| Lp. | Tenisistka               | Tytuły | Lata wygrywania        |
| 1   | Molla Bjurstedt          | 4      | 1915, 1916, 1917, 1918 |
| 1   | Helen Hull Jacobs        | 4      | 1932, 1933, 1934, 1935 |
| 1   | Chris Evert              | 4      | 1975, 1976, 1977, 1978 |
| 4   | Hazel Hotchkiss Wightman | 3      | 1909, 1910, 1911       |
| 4   | Mary Browne              | 3      | 1912, 1913, 1914       |
| 4   | Molla Bjurstedt Mallory  | 3      | 1920, 1921, 1922       |
| 4   | Helen Wills              | 3      | 1923, 1924, 1925       |
| 4   | Helen Wills              | 3      | 1928, 1929, 1931       |
| 4   | Alice Marble             | 3      | 1938, 1939, 1940       |
| 4   | Pauline Betz             | 3      | 1942, 1943, 1944       |
| 4   | Margaret Osborne DuPont  | 3      | 1948, 1949, 1950       |
| 4   | Maureen Connolly         | 3      | 1951, 1952, 1953       |
| 4   | Serena Williams          | 3      | 2012, 2013, 2014       |

Ogółem: 13 tenisistek z 2 państw z przynajmniej 3 tytułami w kolejnych latach.